# هيلدا بايلي
هيلدا بايلي (بالإنجليزية: Hilda Bayley)‏ هي ممثلة بريطانية (وحملت سابقاً جنسية المملكة المتحدة لبريطانيا العظمى وأيرلندا)، ولدت في 29 يونيو 1888 بلندن في المملكة المتحدة، وتوفيت بنفس المكان في 26 مايو 1971.

## وصلات خارجية
- هيلدا بايلي على موقع IMDb (الإنجليزية)
- هيلدا بايلي على موقع قاعدة بيانات الفيلم (الإنجليزية)